# Mustárgáz
|  |  |

|  |  |

A mustárgáz vagy kén-mustár egymáshoz köthető citotoxikus és hólyaghúzó harci vegyületek osztálya, amelyek azzal a képességgel rendelkeznek, hogy nagy hólyagokat okoznak a nekik kitett bőrfelületen és a tüdőben. A tiszta kén-mustárok szobahőmérsékleten színtelen, viszkózus folyadékok. Amikor szennyezett formában használják, mint például harci anyagként; általában sárgás-barna színű, mustárra, fokhagymára és tormára emlékeztető szaga van; innen ered az elnevezése is. A mustárgázhoz eredetileg a LOST nevet társították, mivel Wilhelm Lommell és Wilhelm Steinkopf dolgozta ki a császári német hadsereg számára történő nagyüzemi termelés módszerét, 1916-ban.
A mustár-vegyületeket az 1993-as Vegyifegyver-tilalmi Egyezmény (CWC) szabályozza. Az egyezmény a vegyi anyagok három osztályát különbözteti meg, a kén- és nitrogén-mustárok az 1. csoportba tartoznak, a kizárólag vegyi hadviselésre használt anyagok közé. A mustár-származékokat a csatatéren tüzérségi lövedékek, légibombák, rakéták segítségével vagy katonai repülőkről permetezve lehet bevetni.

## Szintézise
A mustárgáz egy szerves vegyület, amelynek kémiai képlete: (Cl-CH2CH2)2S. A Depretz-módszer szerint, kén-dikloridot etilénnel kezelve kén-mustár szintetizálódik:
SCl2 + 2 C2H4 → (Cl-CH2CH2)2S
A Levinstein-eljárásban ezzel szemben kén-monokloridot használnak:
8 S2Cl2 + 16 C2H4 → 8 (Cl-CH2CH2)2S + S8
A Meyer-módszer során klóretanolból és kálium-szulfidból tiodiglikolt állítanak elő, majd ezt foszfor-trikloriddal klórozzák:
3 (HO-CH2CH2)2S + 2 PCl3 → 3 (Cl-CH2CH2)2S + 2 P(OH)3
A Meyer–Clarke-módszerben, a PCl3 helyett tömény sósavat (HCl) használnak klórozásra (erre a célra tionil-kloridot és foszgént szintén felhasználnak):
(HO-CH2CH2)2S + 2 HCl → (Cl-CH2CH2)2S + 2 H2O
Normál hőmérsékleten viszkózus folyadék. A tiszta vegyület olvadáspontja 14 °C (57 °F), és forrás előtt 218 °C (424,4 °F) fokon bomlik.

## A mérgezés mechanizmusa
A vegyület molekulán belüli nukleofil szubsztitúció révén könnyen eliminál egy kloridiont, és egy ciklikus szulfóniumiont képez. Ez a nagyon reaktív közbenső láncszem hajlamos a DNS-szálban lévő guanin nukleotid folyamatos alkilálására, amely megakadályozza a sejtosztódást, és általában közvetlenül programozott sejthalálhoz vezet, vagy ha a sejthalál nem azonnali, akkor a károsodott DNS rák kialakulásához vezethet. A kén-mustár rosszul oldódik a vízben, ellenben nagyon jól oldódik zsírokban; ez hozzájárul a bőrbe történő gyors felszívódásához.
Tágabb értelemben minden olyan vegyületet mustárnak neveznek, amelynek szerkezete BCH2CH2X alakú, ahol az X bármilyen távozó csoport, és a B egy Lewis bázis. Az ilyen vegyületek ciklikus ionokat alkothatnak, amelyek jó alkiláló szerek. Ilyen például a bisz-(2-klóretil)-éter; a (2-haloetil)-aminok (nitrogén mustárok); és a kén-sesquimustár, amely két α-klóretil-tioéter csoport (ClH2C-CH2-S-) amiket egy etilén (-CH2CH2-) csoport köt össze. Ezek a vegyületek hasonló módon képesek alkilálni a DNS-t, de a fizikai tulajdonságaik, például az olvadáspontjaik eltérőek.

## Fiziológiai hatásai

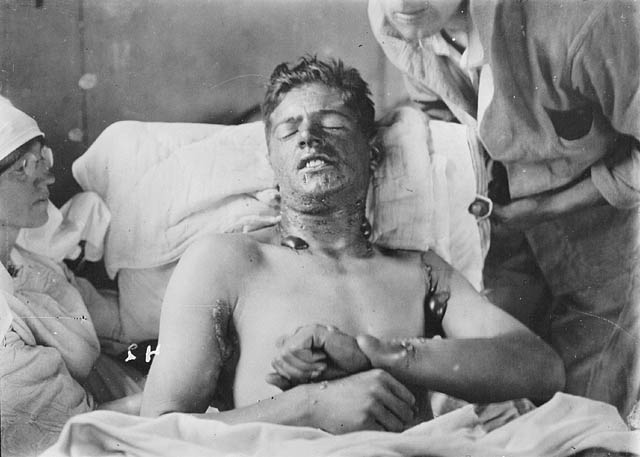
Közepes mustárgáz égést elszenvedett első világháborús katona, jellemző külsőleges jelekkel a nyakon, hónaljon és kézfejeken

A mustárgáz rendkívül erős hólyaghúzó hatást vált ki az áldozatain. Emellett, az alkiláló tulajdonságának köszönhetően erősen mutagén és karcinogén; valamint lipofil (zsíroldható). Mivel a mustárgáznak kitett személyek ritkán szenvednek azonnali tüneteket, és mert a mustárral szennyezett területek teljesen normálisnak tűnnek; az áldozatok anélkül kapnak nagy dózist, hogy tudatában lennének a vegyület jelenlétének. A mustárgáznak való kitettség után 24 órán belül intenzív viszketés és bőrirritáció tapasztalható, amely fokozatosan alakul át sárga folyadékkal telt nagy hólyagokká azokon a helyeken, ahol a mustár érintkezett a bőrrel. Ez a kémiai égés, amely nagyon súlyos egészségkárosodással jár. A mustárgáz gőzei könnyen áthatolnak a ruházati anyagokon, úgymint a gyapjún, a pamuton, így nemcsak a szabadon lévő bőrfelület, hanem az áldozatok akár teljes testfelszíne is megéghet. Ha a vegyület az áldozat szemét éri, az fájni kezd; kezdve a kötőhártya-gyulladással, majd a szemhéjak megduzzadása átmeneti vakságot idéz elő. Pupillaszűkület is előfordulhat, ami valószínűleg a mustár kolinomimetikus tevékenységének eredménye. Nagyon nagy koncentrációban belélegezve a mustárgáz vérzést és hólyagosodást okoz a légzőrendszerben, károsítja a nyálkahártyát és tüdőödémát okoz. A szennyeződés szintjétől függően, a mustárgáz első és másodfokú égési sérüléseket okoz, de ezek sokszor annyira súlyosak, torzítóak és veszélyesek, mint a harmadfokú égési sérülések. A súlyos mustárgáz okozta égések (azaz amikor az áldozat testfelületének több mint 50%-a megégett) gyakran halálos kimenetelűek; ami néhány nappal vagy akár héttel később következik be. Az enyhe vagy közepesen súlyos mustárgáz-égések sokkal kevésbé halálosak, de az áldozatok hosszú ideig orvosi kezelést, és a teljes felépülés előtt lábadozást igényelnek. A mutagén és karcinogén hatások azt jelentik, hogy a mustárgáz égésből teljesen felépült áldozatoknak a rák fokozott kockázatával kell szembenézniük a későbbi életükben.

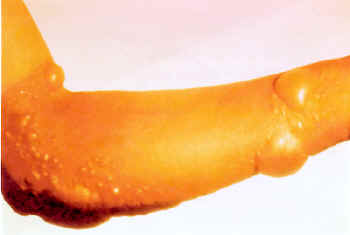
Hólyaghúzó anyag okozta hólyagok az alkaron

A bőr károsodása povidon-jód (Betadine) alkalmazásával csökkenthető, de mivel a mustárgáznak kezdetben nincsenek tünetei, ezért a bőrirritáció kezdetéig nem ismerhető fel a gáznak való kitettség; ekkor pedig már túl késő ellenlépéseket tenni. A mustárgáz hólyaghúzó tulajdonságát oxidációval vagy klórozással lehet semlegesíteni; háztartási fehérítő (nátrium-hipoklorit) vagy például a "DS2" fertőtlenítőoldat (2% NaOH, 70% dietiléntriamin, 28% etilén-glikol-monometil-éter) használható. Az áldozat sebeinek kezdeti fertőtlenítése után az orvosi kezelés hasonló, mint bármely más hagyományos égési sérülés esetén. Az áldozat által érzett fájdalom nagysága és a diszkomfort is összehasonlítható a hagyományos égési sérüléssel. A mustárgáz okozta égési sebek lassan gyógyulnak, és hasonlóan más típusú égésekhez, fennáll a kórokozók – például a Staphylococcus aureus és a Pseudomonas aeruginosa – okozta szepszis kockázata.
Egy első világháborús brit nővér, aki mustárgáz-égéses katonákat kezelt, így írt erről:
Nem lehet őket bekötözni vagy megérinteni. Lepedőkből vert sátrak alatt tartjuk őket. A gázégések minden bizonnyal gyötrelmesek, mert más betegek általában nem panaszkodnak, még a legrosszabb sebek esetén sem; a gázégések azonban kivétel nélkül elviselhetetlenek és a betegek nem tudják megállni, hogy fel ne kiáltsanak.

## Készítmények
A történelem során a kén-mustárok különböző típusai és keverékei álltak alkalmazásban. Ezek a következőek:
- H – Ismert még HS (Hun Stuff) vagy Levinstein mustár néven. A gyors, de piszkos Levinstein-féle gyártási folyamat feltalálójáról nevezték el.[3][4] Az eljárás során ellenőrzött körülmények között száraz etilént és kén monokloridot reagáltatnak. A desztillálatlan kén-mustár 20-30% szennyeződést tartalmaz, ezért nem tárolják olyan körültekintően, mint a HD-t. Továbbá mivel elbomlik, megnöveli a gőznyomást a lőszer belsejében, ezzel képes előidézni annak varrat menti szétrepedését, és a kén-mustár légkörbe jutását.[1]
- HD – Brit kódneve Pyro, amerikai kódneve Distilled Mustard.[1] Desztillált kén-mustár (bisz (2-klóretil)-szulfid); mintegy 96%-os tisztaságú. A "mustárgáz" kifejezés általában erre a kén-mustár variánsra utal. Egy sokat használt szintézisének alapjául a tiodiglikol sósavval történő reakciója szolgál.
- HT – Brit kódneve Runcol, amerikai kódneve Mustard T- mixture.[1] 60% kén-mustár (HD) és 40% T (bisz [2-(2-klóretiltio)etil]-éter) keveréke, amely utóbbi egy alacsonyabb fagyáspontú, alacsonyabb volatilitású és hasonló hólyaghúzó jellemzőkkel bíró, rokon hólyaghúzó vegyület.
- HL – Desztillált mustár (HD) és lewisite (L) keveréke, amelyet eredetileg téli körülmények közé szántak, a tiszta származékokénál alacsonyabb fagyáspontja miatt. A HL lewisite összetevőjét egyfajta fagyállóként használták.[10]
- HQ – Desztillált mustár (HD) és sesquimustár (Q) keveréke (Gates and Moore 1946).

## Kén mustárok (osztály)
A gyakorta raktáron tárolt kén mustárok teljes listája:[forrás?]
| Vegyület                         | Kód  | Triviális név | CAS-szám    | PubChem | Szerkezet |
| -------------------------------- | ---- | ------------- | ----------- | ------- | --------- |
| bis(2-klóretil)szulfid           | H/HD | mustár        | 505-60-2    | 10461   |           |
| 1,2-bis-(2-klóretiltio)-etán     | Q    | sesquimustár  | 3563-36-8   | 19092   |           |
| bis-(2-klóretiltioetil)-éter     | T    | o-mustár      | 63918-89-8  | 45452   |           |
| 2-klóretil-klórmetil-szulfid     |      |               | 2625-76-5   |         |           |
| bis-(2-klóretiltio)-metán        | HK   |               | 63869-13-6  |         |           |
| bis-1,3-(2-klóretiltio)-n-propán |      |               | 63905-10-2  |         |           |
| bis-1,4-(2-klóretiltio)-n-bután  |      |               | 142868-93-7 |         |           |
| bis-1,5-(2-klóretiltio)-n-pentán |      |               | 142868-94-8 |         |           |
| bis-(2-klóretiltiometil)-éter    |      |               | 63918-90-1  |         |           |

## Története

### Kifejlesztése
A mustárgázt feltehetőleg César-Mansuète Despretz (1798–1863) fejlesztette ki, 1822-ben. Despretz leírta a kén-diklorid és az etilén reakcióját, de sosem tett említést a reakciótermék irritáló tulajdonságairól, ami vitathatóvá teszi az állítást. 1854-ben Alfred Riche (1829–1908), egy másik francia kémikus megismételte ezt az eljárást, de ő sem írta le a káros élettani tulajdonságait. 1860-ban a brit tudós, Frederick Guthrie szintetizálta és jellemezte a mustárgáz vegyületet, valamint feljegyezte annak irritáló tulajdonságait, különösen ízleléskor. 1886-ban Albert Niemann kémikus – aki a kokain-kémia úttörőjeként ismert – megismételte a reakciót, és feljegyezte hólyaghúzó tulajdonságait. 1886-ban Viktor Meyer közzétett egy tanulmányt, amelyben leírt egy jó hozammal rendelkező szintézist. Ő a 2-klóretanolt kálium-szulfid vizes oldatával kombinálta, majd az ebből származó tiodiglikolt foszfor-trikloriddal kezelte. A vegyület tisztasága jelentősen nagyobb volt, így a kitettséggel járó egészségkárosító hatások is sokkal súlyosabbak voltak. Ezek a tünetek megmutatkoztak az asszisztensén is; annak érdekében, hogy a mentális betegség (pszichoszomatikus tünetek) lehetőségét kizárják, Meyer a vegyületet laboratóriumi nyulakon tesztelte, amelyek közül sok elpusztult. 1913-ban az angol kémikus, Hans Thacher Clarke (aki az Eschweiler–Clarke-reakcióról ismert) miközben Emil Fischerrel Berlinben dolgozott, Meyer formulájában a foszfor-trikloridot sósavra cserélte fel. Clarke égési sérülésekkel két hónapra kórházba került, miután eltört az egyik lombikja. Meyer szerint Fischer a Német Kémiai Társaság (Gesellschaft Deutscher Chemiker) számára a balesetről küldött jelentése indította el a Német Birodalmat a vegyi fegyverek felé. A Német Birodalom az első világháború évei alatt a Meyer–Clarke-eljárásra támaszkodott, mivel abban az időben a német vegyiparifesték-ipar képes volt előállítani a 2-klóretanolt.

### Használata

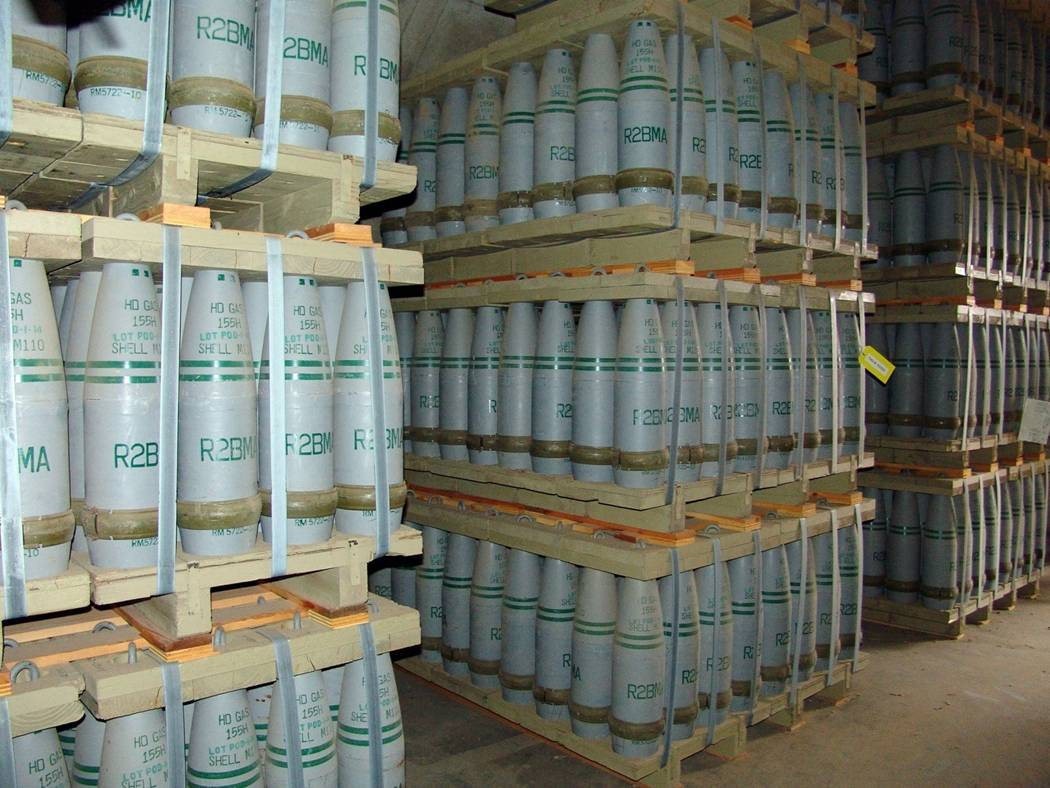
Raklapolt, desztillált kén-mustárt (HD) tartalmazó 155 mm-es tüzérségi lövedékek a Pueblo vegyifegyver-tároló létesítményben. Minden lövedéken látható a megkülönböztető színkód rendszer

A mustárgáz első hadi célú alkalmazására az első világháborúban, a Belgiumban található Ypres mellett került sor 1917. július 12-én a német hadsereg hatékonyan alkalmazta a brit katonák, majd később a második francia hadsereg ellen. Innen ered az yperite elnevezés is. A szövetségesek 1917 novemberéig nem használtak mustárgázt, amikor is a franciaországi Cambraiben lefoglalták a német hadsereg mustárgázlövedék-készletét. A briteknek több mint egy évébe telt, hogy saját mustárgáz-fegyvert állítsanak elő. (A britek egyetlen lehetősége a Despretz–Niemann–Guthrie-eljárás volt). Ezt először 1918 szeptemberében, a Hindenburg-vonal áttöréséhez használták.
A mustárgázt egyéb vegyületekkel keverve – melyek sárgás-barna színt és jellegzetes szagot kölcsönöztek neki – aeroszol formában diszpergálták (szórták szét). A mustárgázt emellett használták légi bombákban, taposóaknákban, aknagránátokban, tüzérségi lövedékekben és rakétákban. A mustárgáz körülbelül az esetek 1 százalékában volt halálos. Hatékonysága abban állt, hogy cselekvőképtelenné tette az ellenséget. A mustárgáz elleni kezdeti lépések viszonylag hatástalanok voltak, mivel a gázálarcot viselő katona nem volt védett a bőrön keresztüli elnyelődés, és így a kiterjedt hólyagosodás ellen.
A mustárgáz állandó fegyver, napokig vagy akár hetekig jelen marad a talaj közelében mialatt továbbra is káros hatást fejt ki. Ha mustárgáz beszennyezte egy katona ruházatát és felszerelését, akkor az a vele érintkező más katonákat is megmérgezte. Az első világháború vége felé a mustárgázt magas koncentrációban használták fel, mint terület-tiltó fegyver (area-denial weapon); így kényszerítve a csapatokat arra, hogy elhagyják az erősen szennyezett területeket.

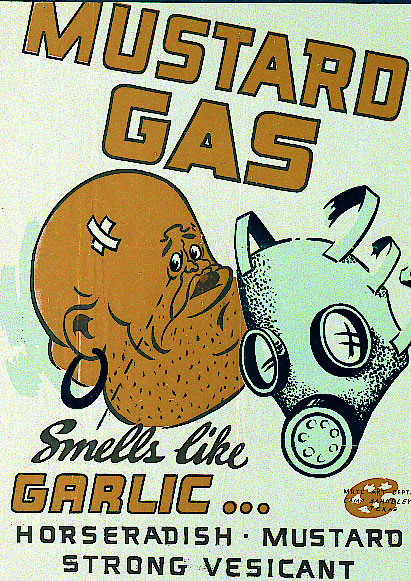
A US Army második világháborús gázfelismerő posztere (Gas Identification Poster); kb. 1941–1945

Az első világháború óta a mustárgázt már több háborúban, illetve konfliktusban használták, általában olyan emberek ellen, akik nem tudták azt megtorolni:
- Az Egyesült Királyság a Vörös Hadsereg ellen 1919-ben.[16]
- Spanyolország és Franciaország a Rif felkelők ellen Marokkóban 1921 és 1927 között.[15][17]
- Olaszország Líbiában 1930-ban.[15]
- A Szovjetunió Xinjiangban, Kínában, Xinjiang szovjet inváziójakor, a 36. hadsereg ellen 1934-ben; és a Xinjiang-i háborúban 1936 és 1937 között.[16][17]
- Olaszország Abesszínia (ma Etiópia) ellen az abesszíniai háborúban, 1935 és 1940 között.[15]
- A Harmadik Birodalom Lengyelország és a Szovjetunió ellen néhány incidens során a második világháborúban.[15]
- Lengyelország Németország ellen 1939-ben, egy elszigetelt incidensben.[15]
- A Japán Birodalom Kína ellen, a második kínai–japán háborúban.[16]
- Egyiptom Észak Jemen ellen 1963 és 1967 között.[15]
- Irak Irán és a kurdok ellen az irak–iráni háborúban (lásd Anfal hadművelet, Halabdzsai mészárlás).[16][18]
- Feltehetőleg Szudán polgárháborús felkelők ellen a polgárháborúban, 1995-ben és 1997-ben.[15]

1943-ban, a második világháború alatt egy amerikai hajó fedélzetén tárolt mustárgáz-szállítmány felrobbant, amikor légitámadás érte a kikötőben az olaszországi, Bariban. A 628 mustárgázzal érintkezett és kórházba került személy közül 83 meghalt. A haláleseteket és a balesetet sok évre részlegesen titkosították.
1943-tól 1944-ig a trópusi Queenslanden (Ausztrália) a brit hadsereg és amerikai kutatók mustárgáz-kísérleteket végeztek az ausztrál személyzeten, ami néhány esetben igen súlyos sérülésekkel járt. A Brook-szigetek Nemzeti Park mint vizsgálati helyszín azért lett kiválasztva, hogy a Japán Császári Hadsereg által birtokolt csendes-óceáni szigeteket szimulálja.
A mérgező gázok, köztük a mustárgáz hadi célú felhasználása a vegyi hadviselés; amelyet az 1925-ös genfi jegyzőkönyv majd később az 1993-as Vegyifegyver-tilalmi Egyezmény megtiltott. Ez utóbbi megállapodás tiltja az ilyen fegyverek fejlesztését, előállítását, tárolását és értékesítését.

#### Az első kemoterápiás gyógyszer kifejlesztése
Már 1919-ben ismert volt, hogy a mustárgáz a vérképzés (haematopoiesis) szupresszora. Ezen túlmenően a Pennsylvaniai Egyetem kutatói, akik 75 mustárgáz-égésben elhunyt első világháborús katona testén végeztek boncolást, arról számoltak be, hogy a test fehérvérsejt-száma csökkent mennyiségű. Ez vette rá az amerikai Tudományos Kutatás és Fejlesztés Hivatalt (OSRD - Office of Scientific Research and Development) a második világháború idején a Yale Egyetem biológia- és kémia-részlegein folytatott kutatások finanszírozására, amelyek a mustárgáz vegyi hadviselésben való alkalmazására irányultak. Ezen erőfeszítés részeként a kutatócsoport a nitrogén-mustár terápiás alkalmazását vizsgálta a Hodgkin-limfóma, egyéb limfómák és a leukémia esetén; majd a vegyületet 1942 decemberében kipróbálták az első emberi páciensen is. A tanulmány eredményeit 1946-ig nem tették közzé, amikor is feloldották annak titkosságát. Ezzel párhuzamosan, az 1943 decemberében történt Bari-légitámadás után az amerikai hadsereg orvosai megállapították, hogy a betegeik vérében csökkent a fehérvérsejt-szám. Néhány évvel a második világháború vége után, a Bari-incidens és a Yale Egyetem nitrogén-mustárt vizsgáló csoportjának eredményei összetalálkoztak, és ez más hasonló kémiai vegyületek kereséséhez vezetett. A korábbi vizsgálatok alatti felhasználásából eredően a nitrogén-mustár (vagy úgynevezett "HN2") lett az első kemoterápiás gyógyszer, a mustine.

#### Ártalmatlanítása
A második világháború után a náci Németországban talált legtöbb mustárgázt a Balti-tengerbe süllyesztették. 1966 és 2002 között a Bornholm térségében élő halászok mintegy 700 vegyi fegyvert találtak, melyek nagy része kén-mustárt tartalmazott. Az egyik leggyakrabban elsüllyesztett fegyver a Sprühbüchse 37 (vagy SprüBü37, magyarul: Spray Doboz 37) volt; melynek számozása az 1937-es évre utal, amikor a német hadsereg hadrendbe állította. Ezek a fegyverek sűrítővel kevert kén-mustárt tartalmaznak, amely kátrányszerű viszkozitással bír. Amikor a SprüBü37 tartalma érintkezik a vízzel, csak a viszkózus mustár-tömb külső rétegén lévő kén-mustár hidrolizál – borostyánszínű maradványokat hagyva maga után, amelyek tartalmazzák még az aktív kén-mustár legnagyobb részét. A tömbök mechanikai megsértésekor – például a halászháló, vagy a halászok keze által a hajó fedélzetén – felszabaduló mustárgáz ugyanolyan aktív, mint az elsüllyesztése idején volt. Ezek a tömbök, ha a hullámok a partra mossák őket, könnyen összetéveszthetőek a borostyánnal, ami súlyos egészségi problémákhoz vezethet. Az első világháborúból származó; mustárgázt, illetve egyéb mérgező töltetet tartalmazó tüzérségi lövedékek (hagyományos robbanóanyagok mellett) a mai napig találhatóak Belgiumban és Franciaországban. Ezeket korábban tengeralatti robbantással akarták megsemmisíteni, de mivel a jelenlegi környezetvédelmi előírások ezt tiltják; ezért a francia kormány egy automatizált gyárat épít a felhalmozódó lövedékek ártalmatlanítására.
További mustárgáz-töltetű vegyifegyver-lerakatok találhatóak az Egyesült Államokban, ezek elégetés útján való semlegesítése azonban már megtörtént vagy folyamatban van. Hozzávetőlegesen 1621 tonna vegyi fegyvert tároltak a marylandi Aberdeenben; valamint további 6196 tonnát a Utah állambeli Deseret vegyianyagraktárban (Deseret Chemical Depot). Az utolsó vegyi fegyvereket 2005 februárjában és 2012 januárjában semmisítették meg ezeken a helyeken. A kentuckyi Richmondban és a coloradói Pueblóban található további két lerakat még megsemmisítésre vár.

### Észlelése biológiai folyadékokban
A kén-mustár tiodiglikol-hidrolízis–termékeinek vizeletbeli koncentrációját használták a vegyi mérgezéssel kórházba került személyeknél a diagnózis megerősítésére. Az 1,1-szulfonilbismetiltioetán (SBMTE) jelenléte, amely egy glutationnal alkotott konjugációs termék, még specifikusabb markernek tekinthető, mivel ez a metabolit nem található meg olyan személyeknél, akik nem voltak kitéve a mustárgáznak. A kitettséget követően egy héttel meghalt személy esetében a postmortem folyadékokban és szövetekben ép kén-mustárt mutattak ki.

## Fordítás
- Ez a szócikk részben vagy egészben  a   Sulfur mustard című angol Wikipédia-szócikk fordításán alapul.  Az eredeti cikk szerkesztőit annak laptörténete sorolja fel. Ez a jelzés csupán a megfogalmazás eredetét és a szerzői jogokat jelzi, nem szolgál a cikkben szereplő információk forrásmegjelöléseként.